# خوزه ماریا مورالس (تهیه‌کننده فیلم)
خوزه ماریا مورالس (اسپانیایی: José María Morales‎) یک تهیه‌کنندهٔ اهل اسپانیا و بنیان‌گذار شرکت توزیع فیلم واندا فیلمز، مستقر در مادرید، در سال ۱۹۹۲ میلادی است.
شیر اندوه به تهیه‌کنندگی او برنده خرس طلایی در پنجاه و نهمین دورهٔ جشنواره بین‌المللی فیلم برلین و نامزد دریافت جایزه جایزه اسکار برای بهترین فیلم زبان خارجی در سال ۲۰۱۰ میلادی شد. وی همچنین در سال ۲۰۱۰ میلادی، عضو هیئت داوران شصتمین جشنواره بین‌المللی فیلم برلین بوده‌است.